# Astragalus lancifolius
Astragalus lancifolius är en ärtväxtart som beskrevs av Nikolai Fedorovich Gontscharow. Astragalus lancifolius ingår i släktet vedlar, och familjen ärtväxter. Inga underarter finns listade i Catalogue of Life.